# Jacob Greaves
Pour l’article homonyme, voir Greaves.
Jacob Greaves, né le 12 septembre 2000 à Cottingham en Angleterre, est un footballeur anglais qui évolue au poste de défenseur central à Ipswich Town.

## Biographie
Né à Cottingham en Angleterre, Jacob Greaves est formé par Hull City. Le 8 août 2019, il prolonge son contrat de trois ans avant d'être prêté au Cheltenham Town. C'est avec ce club qu'il commence sa carrière professionnelle. Il joue son premier match le 13 août 2019, en étant titularisé lors d'une rencontre de coupe de la Ligue anglaise contre Bristol Rovers. Il est titularisé et son équipe s'incline par trois buts à zéro ce jour-là.
Le 12 novembre 2020, Jacob Greaves prolonge son contrat avec Hull City jusqu'en juin 2023. Cette même année il participe à la remontée du club en deuxième division, le club validant son accession au niveau supérieur après une victoire contre le Lincoln City FC le 24 avril 2021 (1-2 score final),.
Greaves découvre alors le Championship, la deuxième division anglaise. Il y joue son premier match dès la première journée de la saison 2021-2022, le 7 août 2021, contre Preston North End. Il est titularisé et son équipe s'impose par quatre buts à un ce jour-là.
Le 18 août 2022, Greaves prolonge son contrat avec Hull City d'une durée de quatre ans, soit jusqu'en juin 2026.

## Palmarès

### En club
- Hull City
  - Champion d'Angleterre de troisième division en 2021.

### Distinction individuelle
- Membre de l'équipe-type de D2 anglaise en 2024 (EFL)[8].